# Anne Heggtveit
Anne Heggtveit, född 11 januari 1939 i Ottawa, är en kanadensisk före detta alpin skidåkare.
Heggtveit blev olympisk guldmedaljör i slalom vid vinterspelen 1960 i Squaw Valley.